# 鈴木明人
鈴木 明人（すずき あきと、1974年7月29日 - ）は、日本の実業家。GMO TECH株式会社創業者・代表取締役社長CEO。

## 人物・来歴
マーケティングを勉強しようと明治大学商学部に進学し、在学中からフランス製の自動車などの輸入・ネット販売を手掛けた。大学卒業後は、三菱グループに入ることが決まっており、自動車が好きだったことから、1998年に三菱自動車工業に入社した。
三菱自動車工業ではマーケティング部に配属されたが、会社に勤めながら、趣味で貿易やホームページ製作などの個人事業にも従事した。その後スカウトを受け、2003年に日産自動車に入社し、日産・キューブなどのマーケティングを担当した。
2006年リクルートに入社し、カーセンサー担当の部署に配属される。同年イノベックス（現GMO TECH）設立、同社代表取締役社長に就任。検索エンジン最適化対策等のWeb集客支援事業を扱っていた。
熊谷正寿に面会して売り込みを行い、2009年にGMOインターネットグループ入りすると、MEO対策や成功報酬型広告事業などを展開し、2014年に東京証券取引所マザーズに上場を果たした。2020年不動産賃貸関連のデジタルトランスフォーメーション化事業でGMO ReTecを設立し、同社代表取締役社長就任。